# Люк Клейнтанк
Люк Клейнтанк (англ. Luke Kleintank, нар. 18 травня 1990, Цинциннаті, Огайо, США) – американський актор. Він відомий тим, що зіграв Фінна Абернаті у серіалі «Кістки», Тайлера Харна у фільмі «Макс» 2015 року та Джо Блейка в серіалі Amazon «Людина у високому замку». Він наймолодший із шести дітей (Натан, Сара, Рут, Джейкоб і Бенджамін Клейнтанк).

## Біографія
Клейнтанк народився 18 травня 1990 року в Цинциннаті, штат Огайо. Він і його родина переїхали до Гвадалахари, Мексика, коли йому було два роки, де він прожив три роки, навчаючись говорити англійською та іспанською мовами одночасно. Решту років свого дитинства він провів у Стівенсвіллі, штат Меріленд, де прожив 12 років. З боку батька Клейнтанк має голландське та німецьке походження. Його другий прадід Антоніус Клейнтанк народився в 1827 році в муніципалітеті Ліхтенворде, Нідерланди, переїхав до Цинциннаті в 1846 році та одружився з Катаріною Адельгейдес Мессінк з Нордгорна у 1854 р.

## Кар'єра
Мати познайомила Клейнтанка з акторською майстерністю, коли йому було 5 років. «Вона залучила мене до моєї першої п’єси «Карнавал». Зробила для мене роль», — розповідає він. «Тоді я зрозумів, що хочу зніматися». Під час навчання в середній школі він почав займатися п’єсами та виступати в громадському театрі, а також брав участь у ряді сценічних постановок. 
Клейнтанк поїхав до Нью-Йорка, щоб продовжити свою акторську кар’єру, і дебютував на телебаченні в ролі Грега в епізоді «Закон і порядок: Спеціальний корпус» у 2009 році. У 2010 році він зіграв повторювану роль у «Пліткарці» в ролі Елліота Лейтчера, бісексуального коханого Еріка ван дер Вудсена. Після переїзду до Лос-Анджелеса Клейнтанк отримав свою першу денну роль, дебютувавши в ролі Ноя Ньюмана у фільмі «Молоді та зухвалі» 21 вересня 2010 року. Він залишив цю роль менш ніж через шість місяців, щоб зіграти Кріса в «Незвичайна сім'я»
У 2011 році Клейнтанк приєднався до акторського складу серіалу Fox «Кістки» в ролі Фінна Абернаті. У 2013 році він зіграв невелику повторювану роль у серіалі CBS «Підозрюваний» як Калеб Фіппс, спочатку з’явившись в одному епізоді в середині 2 сезону, а потім знову як ключовий персонаж ще в двох епізодах у 2015 році, що було критично важливим для сюжетної лінії. розвиток до фіналу сезону 4. З 2013 по 2014 рік він зображував повторюваного персонажа Тревіса в підлітковому драматичному серіалі Freeform «Милі ошуканки». Він зіграв Тайлера Хейна у фільмі «Макс» 2015 року. З 2015 по 2018 роки Кляйнтанк грав нацистаагент Джо Блейк в серіалі Amazon «Людина у високому замку».
У 2019 році Клейнтанк зіграв Ніка Холланда в «Поліцейський седан», Платта Барбура в «Щиголь» та Кларенса Дікенсона в «Мідвей».
У 2021 році Клейнтанк оголосив, що зіграє спецагента ФБР Скотта Форрестера в кримінальному серіалі CBS «ФБР: За кордоном».

## Особисте життя
Клейнтанк захоплюється рафтингом, співає, танцює, пише музику та займається геокешингом. Коли він не знімається, він подорожує та проводить час зі своїми батьками, трьома братами та двома сестрами та десятьма племінницями та племінниками. У грудні 2018 року Кляйнтанк заручився з Крістіною Віньо, донькою аргентинського дипломата Хуана Карлоса Віньо.

## Фільмографія
| Рік       |   | Українська назва                    | Оригінальна назва                  | Роль             |
| --------- | - | ----------------------------------- | ---------------------------------- | ---------------- |
| 2009      | с | Закон і порядок: Спеціальний корпус | Law & Order: Special Victims Unit  | Грег             |
| 2009      | с | Милосердя                           | Mercy                              | Джош             |
| 2010—2011 | с | Пліткарка                           | Gossip Girl                        | Елліот Летчер    |
| 2010—2011 | с | Молоді та зухвалі                   | The Young and the Restless         | Ноа Невман       |
| 2010      | с | Батьки                              | Parenthood                         | Говард           |
| 2011      | с | Незвичайніа сім'я                   | No Ordinary Family                 | Кріс Мінор       |
| 2011      | с | Університет                         | Greek                              | Райлан           |
| 2011      | с | Закон і порядок: Лос Анджелес       | Law & Order: LA                    | Джессі Бекман    |
| 2011—2014 | с | Кістки                              | Bones                              | Фінн Абернаті    |
| 2011      | с | C.S.I.: Місце злочину Маямі         | CSI: Miami                         | Том Гренджер     |
| 2012      | с | Гарна дружина                       | The Good Wife                      | Коннор           |
| 2013—2015 | с | Підозрюваний                        | Person of Interest                 | Калеб Фіппс      |
| 2013      | с | CSI: Місце злочину                  | CSI: Crime Scene Investigation     | Джейк            |
| 2013—2014 | с | Милі ошуканки                       | Pretty Little Liars                | Тревіс Гоббс     |
| 2014      | ф | 1000 до 1: Історія Корі Вайсмана    | 1000 to 1: The Cory Weissman Story | Брендан Попс     |
| 2014      | ф | Дім привидів                        | Dark House                         | Нік Де Санто     |
| 2014      | ф | Примарний ореол                     | Phantom Halo                       | Бекет Емерсон    |
| 2015—2018 | с | Людина у високому замку             | The Man in the High Castle         | Джо Блек         |
| 2015      | ф | Жертва                              | Sacrifice                          | Хенк             |
| 2015      | ф | Макс                                | Max                                | Тайлер Хейн      |
| 2019      | ф | Поліцейський седан                  | Crown Vic                          | Нік Голланд      |
| 2019      | ф | Щиголь                              | The Goldfinch                      | Плат Барбур      |
| 2019      | ф | Мідвей                              | Midway                             | Кларенс Дікінсон |
| 2021      | ф | Добрий сусід                        | The Good Neighbor                  | Девід            |
| 2021—2024 | с | ФБР: За кордоном                    | FBI: International                 | Скотт Форестер   |
| 2023      | с | ФБР                                 | FBI                                | Скотт Форестер   |
| 2023      | с | ФБР: Найбільш розшукувані           | FBI: Most Wanted                   | Скотт Форестер   |